# Cascades Apsley
Les cascades Apsley són dues cascades del riu Apsley a la regió de Northern Tablelands de Nova Gal·les del Sud, Austràlia. Les cascades es troben a uns 20 km a l'est de Walcha i a 1 km de la carretera Oxley (B56), en una profunda gorga, que forma part del Parc Nacional d'Oxley Wild Rivers. Són les primeres cascades en una successió de caigudes d'aigua espectaculars en una àrea que té alguns dels paisatges més notables de l'est d'Austràlia.
La primera caiguda de les cascades és d'uns 65 m d'altura, i la segona, que es troba uns 800 m més enllà, es desploma uns 58 m cap al fons de la gorga.

## Història

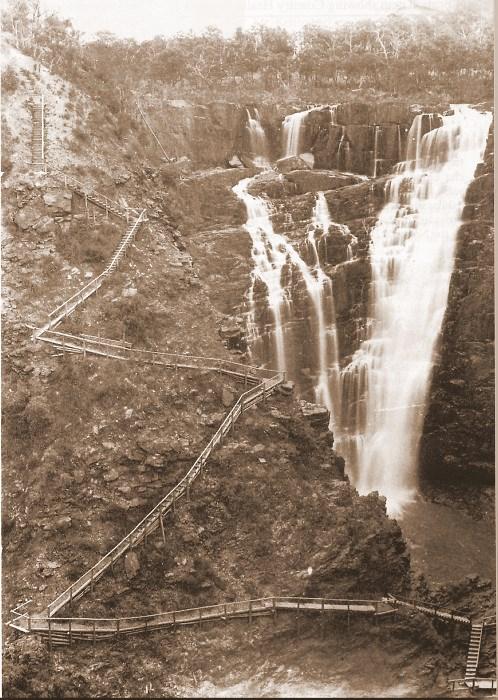
L'antiga escala de fusta de les cascades Apsley, Walcha

Els aborígens expliquen la història de com la Serp de l'arc de Sant Martí va crear a la gorga les cascades Apsley en el Temps dels somnis. Es diu que la Serp de l'arc de Sant Martí va viatjar sota terra des de la base de les cascades per reaparèixer a 20 km aigües amunt al Molí del Forat (Mill Hole), sobre el riu Apsley, a Walcha. Aquest lloc està marcat al Molí del Forat per un mosaic de la Serp de l'arc de Sant Martí realitzat amb l'ajuda de la comunitat local aborigen.
A part del significat aborigen de la zona com a lloc de trobada, John Oxley va passar per les cascades el 13 de setembre de 1818 i les va anomenar «Cascades Bathurst». Ell les va descriure com «una de les cascades més magnífiques que hem vist».
Oxley va anomenar el riu Apsley i va escriure en el seu diari que «es va trobar per sorpresa davant aquesta meravellosa natura subliminada»".
El 1902, tres homes, Ted Baker, Jim McMillan i «Wattie» Joiner, van construir l'escala de fusta que va en ziga-zaga des de part superior del barranc fins a la vora de la base de les cascades. Tota la fusta utilitzada en aquesta perillosa i magra tasca va ser treballada amb destral i aixa per aquests tres homes. L'escala original es va utilitzar fins a 1932, quan va ser declarada insegura i en part enderrocada.
Molt temps després que algunes parts d'aquesta escala es podrissin i es convertissin en perilloses, el Club de Lleons de Walcha es va plantejar l'enorme tasca d'erigir una escala d'acer i un mirador a mig camí cap a la baixada. Un dels Lleons, Lindsay McMillan (fill de l'anterior Jim McMillan), va dissenyar l'estructura d'acer, el mirador i la plataforma. Tots els materials van ser subministrats pel Consell de Walcha, i va prendre als membres del Club de Lleons 1.745 hores per completar la feina durant 1961. Els Lleons van ser reconeguts internacionalment i justament per la seva tremenda aportació aquí. L'obertura oficial de l'escala amb mirador va ser el 14 d'octubre de 1961.

## Característiques
Les parets laterals de la part superior de la gorga de l'Apsley són molt pronunciades, principalment perquè la pissarra en aquesta àrea està dividida verticalment.
A la vora de la gorga hi ha una vegetació boscosa amb un sòcol limitat de plantes arbustives. Les plantes comunes inclouen una sèrie d'acàcies (Acacia amoena, Acacia dealbata i Acacia filicifolia), a més d'arbres del te, Eucalyptus caliginosa, Eucalyptus viminalis, Eucalyptus nicholii, Eucalyptus melliodora, Dipodium punctatum, Hakea fraseri, Jacksonia scoparia i olearia.
Es pot veure com les àguiles audaç (Aquila audax) s'eleven gràcies a les tèrmiques de la zona. Els cangurs, les cotorres de Pennant, les equidnes (també conegudes com a «espines de formigó») i els uallabis freqüenten la zona.

## Instal·lacions
Des que es va fer càrrec el Servei de Parcs Nacionals i Vida Salvatge (National Parks and Wildlife Service, NPWS), s'han construït miradors i passarel·les addicionals per veure i fotografiar aquesta magnífica gorga i les dues cascades. Hi ha diversos camins curts que comencen des dels aparcaments, i aquests es destaquen en el refugi d'informació instal·lat a la zona propera a les instal·lacions sanitàries.
Les cascades principals i la gorga es poden veure fàcilment des de diversos miradors que són accessibles fàcilment per les escales des de l'aparcament. A més, la pista Oxley Walking (Oxley Walking Track) és de 2,7 km (1 ½ hora de caminada en una pista tancat), que travessa el riu a través d'una passarel·la i continua pel vessant nord del barranc. Aquesta passarel·la va ser arrasada en una inundació el 28 de desembre de 2009, però una nova passarel·la es va obrir el juny de 2012. Una altra pista (Gorge Rim Track), de 650 m, ofereix bones vistes de les principals cascades, amb tres miradors on es pot veure una segona cascada i els barrancs espectaculars de l'abisme.
Hi ha bones instal·lacions per als campistes de caravanes o tendes de campanya, incloent-hi llars de foc, lavabos, informació interpretativa, pistes de senderisme dures, accés per a persones amb discapacitat, deu plataformes de visualització, història aborigen, flora i fauna. S'aplica una petita tarifa d'acampada. No es permeten gossos ni altres animals de companyia.